# Dragon Ball: Final Bout
Dragon Ball: Final Bout (ドラゴンボール ファイナルバウト, Doragon bōru: Fainaru bauto, littéralement « Dragon Ball: Final Bout »), est un jeu vidéo de combat par Bandai sur l'univers de Dragon Ball GT. Le jeu est distribué en 1997 sur PlayStation.